# Aarhus Taxa
Aarhus Taxa er et dansk taxiselskab, der dækker Aarhus og omegn. Selskabet blev grundlagt i 1924. 
Aarhus Taxa fusionerede i 1964 med Taxaringen. I dag disponerer selskabet over 310 vogne, idet Kolding Taxa og Horsens Taxa også betjenes via centralen i Aarhus. Som følge af kommunalreformen blev også taxier i Brædstrup, Østbirk, Hovedgård, Vamdrup og Lunderskov tilsluttet. 